# Polinomi quadràtic

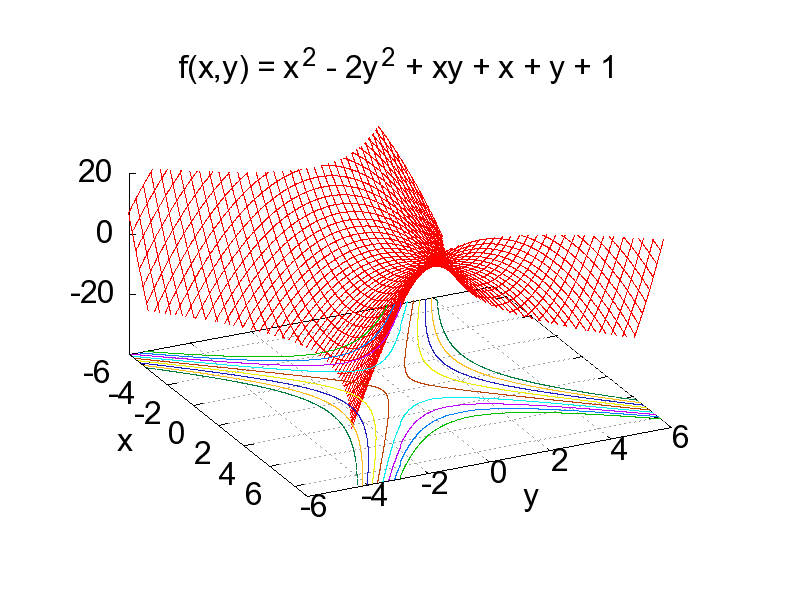
funció polinòmica quadràtica que passa a tenir dues variables x i i

En matemàtiques els  polinomis quadràtics  (o simplement  polinomis de segon grau ) són aquells polinomis de grau dos. Alguns exemples són:
- {\displaystyle ax^{2}+bx+c}, a on {\displaystyle a,b,c} són reals. Aquesta és coneguda com a funció quadràtica d'una variable.[1]
- {\displaystyle Ax^{2}+Bxy+Cy^{2}+Dx+Ey+F} a on  A ,  B ,  C ,  D ,  E  i  F  són nombres reals.

## Aplicació en l'estudi de màxims i mínims
Els polinomis quadràtics són de molta utilitat en l'estudi local de funcions: S'empren com aproximacions de les funcions derivables i donen informació local de com és la funció. Per exemple, en l'estudi dels extrems d'una funció.

###### Exemple
Donada una funció {\displaystyle f:(a-\varepsilon ,a+\varepsilon )\rightarrow \mathbb {R} } derivable dues vegades en tot l'interval {\displaystyle (a-\varepsilon ,a+\varepsilon )}, el seu desenvolupament de Taylor en el punt {\displaystyle a} és
{\displaystyle f(x)=f(a)+f'(a)(x-a)+{\dfrac {f''(\xi )}{2!}}(x-a)^{2}}
amb {\displaystyle \xi \in (a,x)}. Si la funció {\displaystyle f} té un extrem en el punt {\displaystyle a} llavors es satisfà que {\displaystyle f'(a)=0}. Ens queda doncs que la funció {\displaystyle f} és igual a
{\displaystyle f(x)=f(a)+{\dfrac {f''(\xi )}{2!}}(x-a)^{2}}.
Depenent del valor de la segona derivada tindrem, doncs, un màxim ({\displaystyle f''(\xi )<0}) o un mínim ({\displaystyle f''(\xi )>0}).